# Mathematisch-Physikalischer Salon
Il Mathematisch-Physikalischer Salon (mateˈmaːtɪʃ fyziˈkaːlɪʃɐ zaˈloːn, Museo degli strumenti di matematica e fisica) a Dresda, in Germania, è un museo di orologi storici e strumenti scientifici. Le sue collezioni comprendono globi terrestri e celesti, dispositivi astronomici, ottici e geodetici risalenti al XVI secolo, nonché strumenti storici per il calcolo e il disegno di lunghezza, massa, temperatura e pressione dell'aria.
Il Mathematisch-Physikalischer Salon è parte della Staatliche Kunstsammlungen Dresden (Collezioni d'arte di Dresda) e si trova nel complesso dello Zwinger.

## Storia

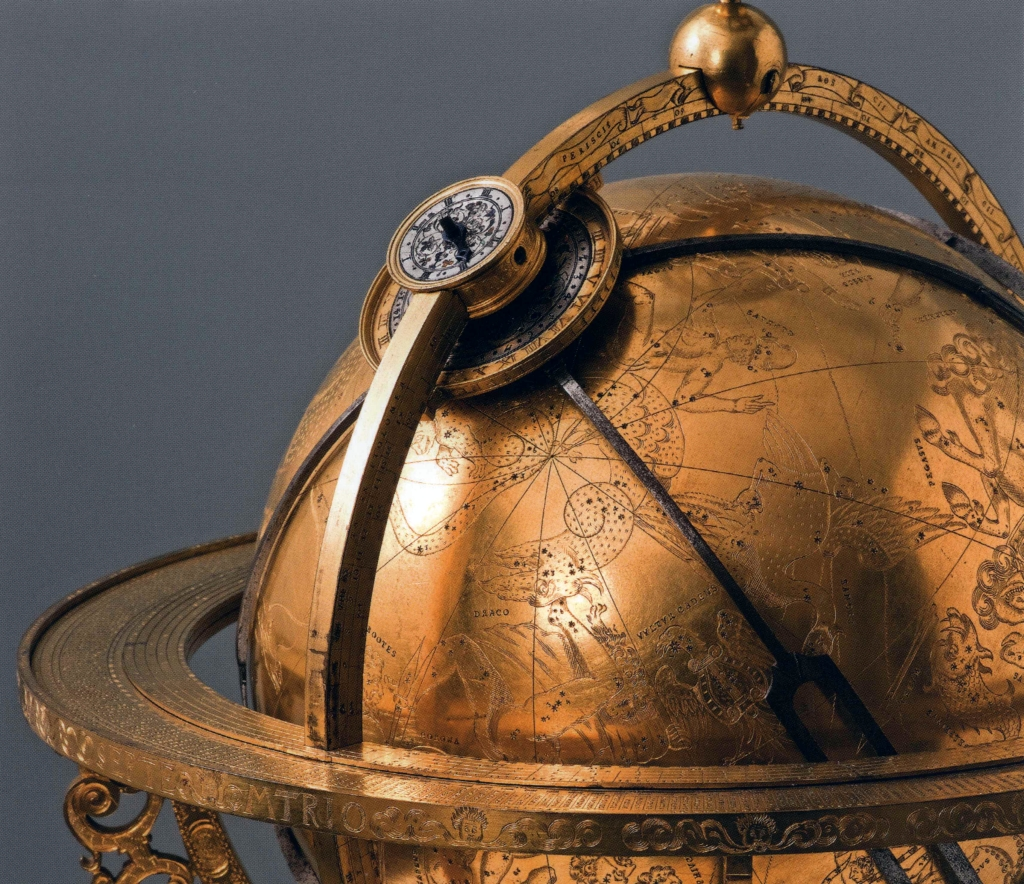
Globo celeste del 1586

Le radici del Mathematisch-Physikalischer Salon risalgono al XV secolo. Alberto III di Sassonia, fondò la Herzoglische Harnischkammer (armeria ducale) nella sua redidenza a Dresda. Successivamente divenne Kurfürstliche Rüst- und Harnischkammer (sala delle armi e delle munizioni dell'Elettorato). Veniva usata per conservare le armi personali del Duca, usate nei tornei e nelle parate e le attrezzature della corte.
Augusto I di Sassonia iniziò a collezionare oggetti d'arte e per un certo periodo li conservò nella sala delle armi e munizioni. Già nel XVI secolo la collezione aveva raggiunto dimensioni simili a quelle dell'armeria imperiale di Vienna. L'elettore realizzò quindi la Kurfürstliche Rüst- und Harnischkammer e la Jagdkammer (camera di caccia) alla Rüstkammer (sala degli armamenti).
Nel 1724 le strumentazioni matematiche e fisiche furono separate dall'armeria e da altre raccolte dell'elettore e conservati nel nuovo Königliches Cabinet der matematischen und physikalischen Instrumente (gabinetto reale di strumenti matematici e fisici). Fino al 1746 questo era il nome ufficiale della collezione che si concentrava su strumenti per misurare lunghezza, temperatura, peso, volume e tempo. Dal 1728 il gabinetto reale si trova nello Zwinger. La prima ubicazione del gabinetto fu il padiglione del carillon nello Zwinger di Dresda. Nel 1746 la collezione fu trasferita in una parte dell'edificio che oggi si chiama padiglione F, ed è ancora ospitato lì. Da quel momento si chiama Mathematisch-Physikalischer Salon.
Nel 1784, venne fondato un osservatorio astronomico all'interno del Mathematisch-Physikalischer Salon. Per i successivi 150 anni, determinò l'ora ufficiale di “Greenwich” per la Sassonia.

## Biblioteca
Nel 1556 venne fondata anche una biblioteca contenente libri riguardanti matematica e fisica e loro applicazioni. Inoltre, vennero acquistati alcune opere sugli argomenti della collezione e argomenti similari. Al tempo della fondazione dell'osservatorio, nel 1784, la storia dell'astronomia e i suoi corrispondenti strumenti scientifici furono il focus principale per l'ulteriore miglioramento della biblioteca. Durante la metà del XIX secolo avvenne un continuo ampliamento della biblioteca. Inoltre, la raccolta venne ampliata con l'aggiunta di libri sugli argomenti della storia della misurazione del tempo, delle macchine da calcolo e degli strumenti ottici e fisici. Molte donazioni hanno aumentano la quantità di letteratura scientifica presente ad oggi.
La seconda guerra mondiale ebbe delle ripercussioni sulla collezione e la biblioteca del Mathematisch-Physikalischer Salon. Molti oggetti e testi furono rimossi in castelli e manieri del Terzo Reich. Le preziose stampe del vecchio inventario della biblioteca andarono perdute. Dopo la ricostruzione dello Zwinger, all'inizio degli anni 1950, la biblioteca tornò alla sua sede precedente.
Nel 2019 la biblioteca contiene 896 monografie delle quali 25 del XVII secolo, 91 del XVIII e 779 del XIX.

## Collezione
Il museo ospita una delle collezioni più significative di circa 3.000 orologi e strumenti meccanici di pregio. Alcuni dei pezzi salienti della collezione sono un globo celeste arabo del 1279, una macchina calcolatrice del 1650, un tempo appartenente a Blaise Pascal, e l'orologio dell'orbita prodotto negli anni 1560 per ordine della corte di Dresda.

## Situazione nel 2019

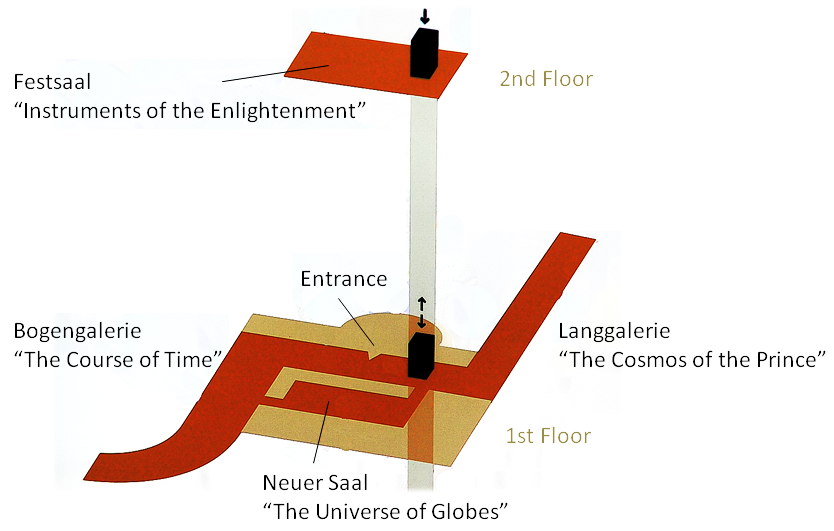
Mappa delle 4 aree della mostra

Dopo una ricostruzione generale dello Zwinger, il museo è stato riaperto il 14 aprile 2013. La nuova collezione presenta circa 500 strumenti scientifici storici. Sono mostrati in quattro aree tematiche.
- Il cosmo del Principe: meraviglie meccaniche e strumenti matematici del 1600 circa.
- L'universo dei globi: globi terrestri e celesti di sette secoli.
- Strumenti dell'illuminismo: collezione di grandi telescopi del XVIII secolo.
- Il corso del tempo: collezione di orologi dal Rinascimento ad oggi.

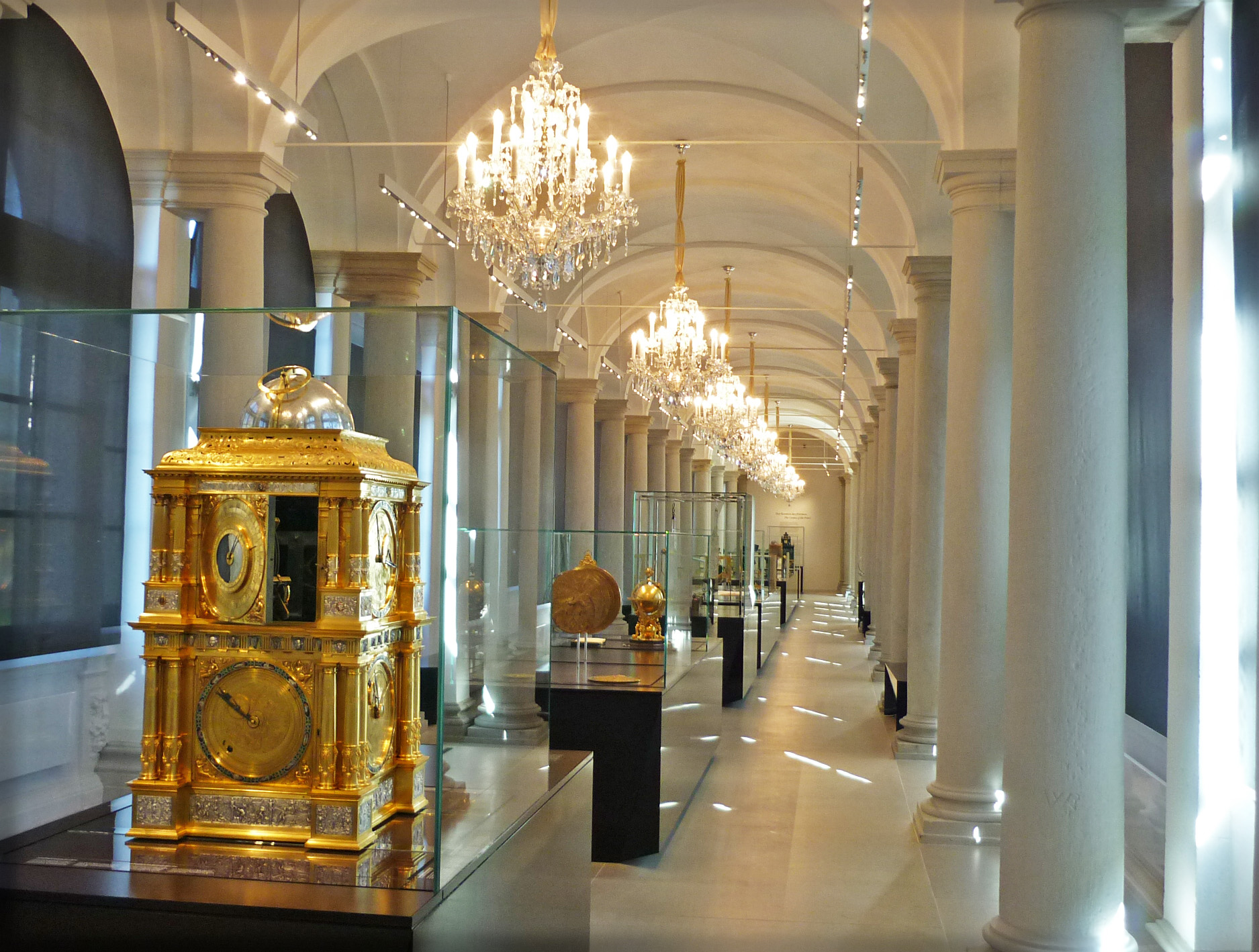
Strumentazioni meccaniche ne Il cosmo del Principe
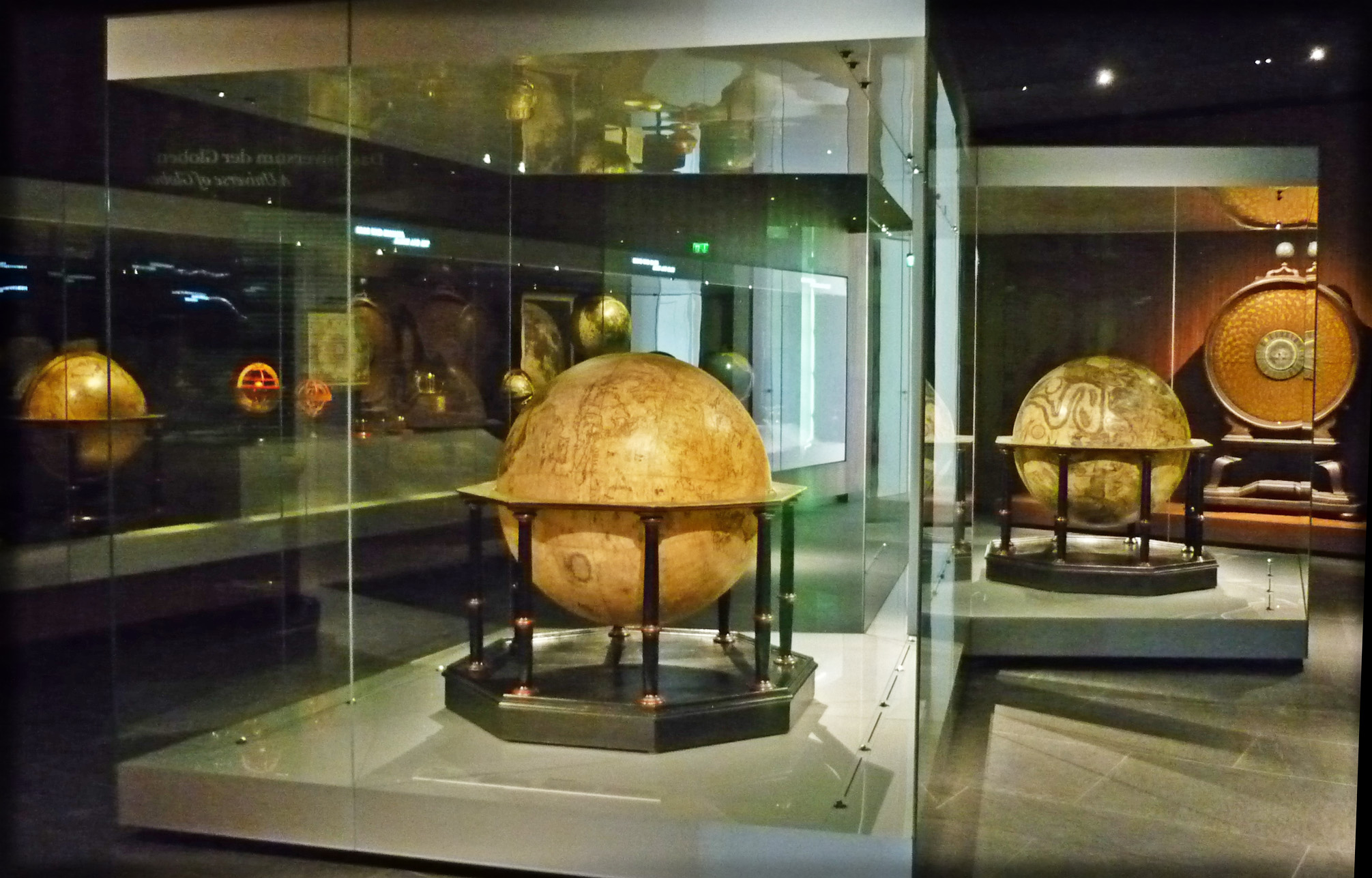
Globi ne L'universo dei globi
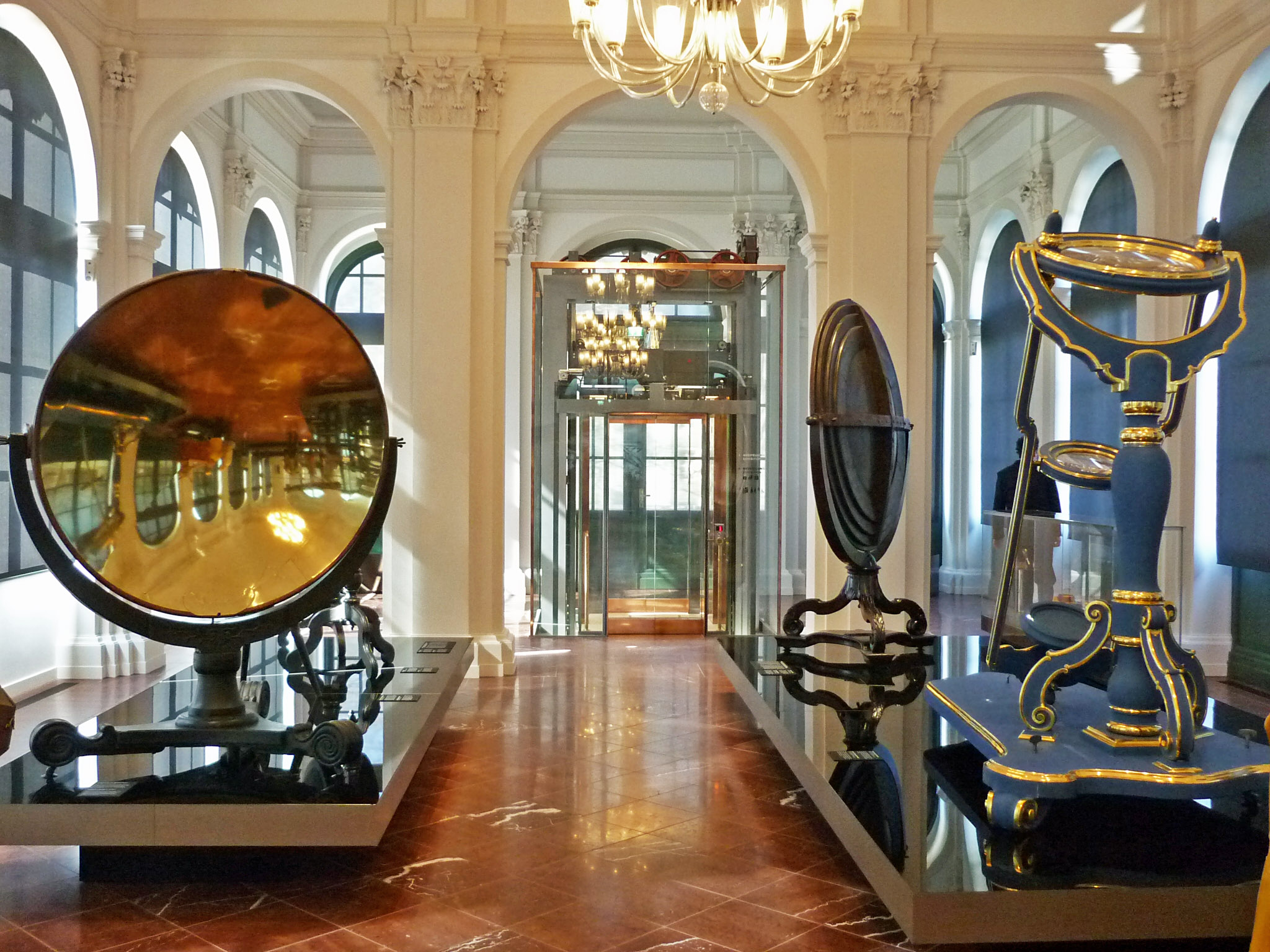
Telescopi in Strumenti dell'illuminismo
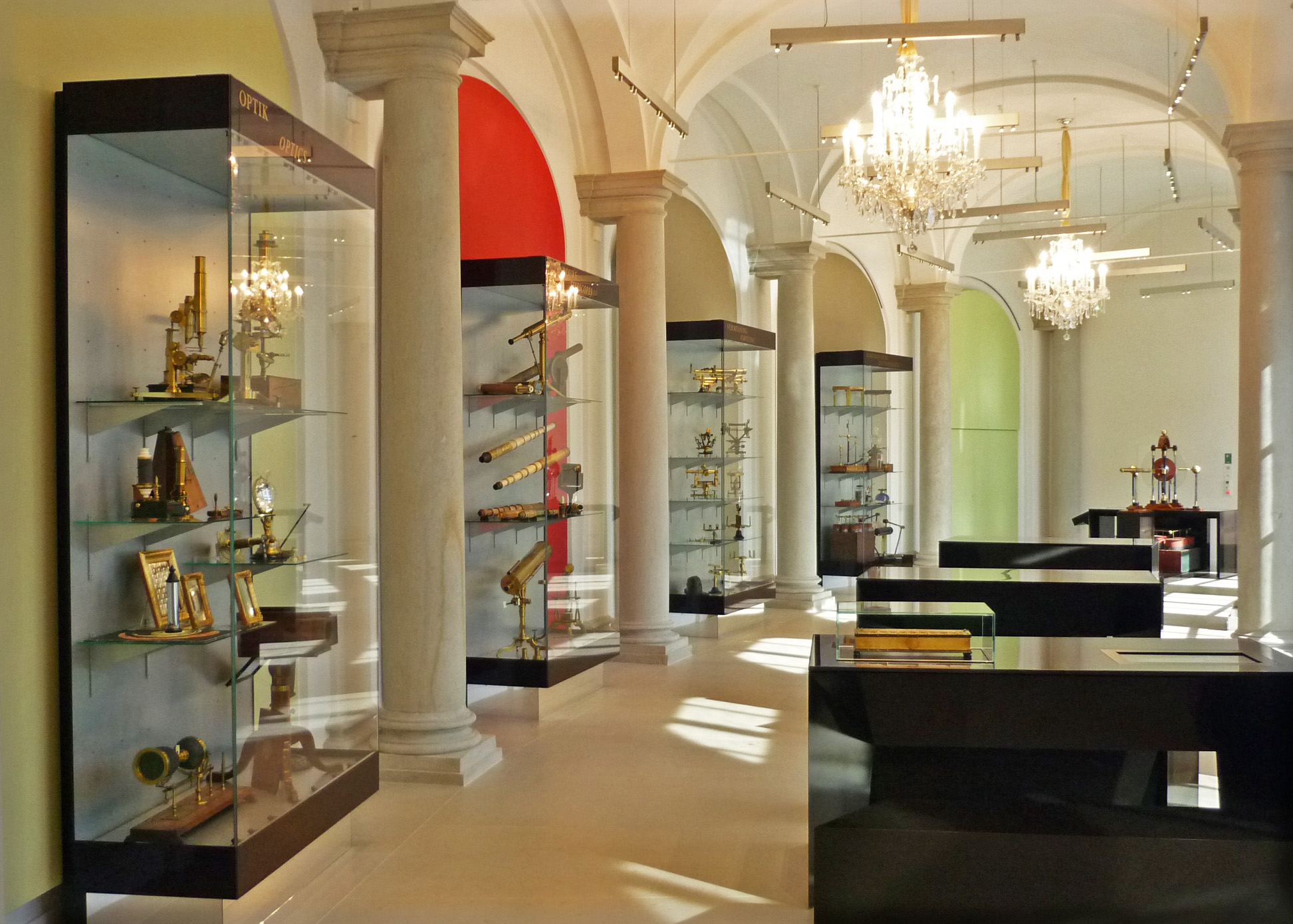
Orologi ne Il corso del tempo